# Advertencia sobre beneficios
Una advertencia sobre beneficios o profit warning es una advertencia emitida por una compañía cotizada a los inversores a través de una bolsa de valores. Generalmente suele ser una revisión a la baja de sus previsiones de ventas o beneficios. En la publicación al mercado se advierte a los inversionistas que la ganancia de la empresa en el próximo trimestre será significativamente menor con respecto al mismo trimestre del año anterior, o que la empresa incluso puede incurrir en pérdidas. Los inversores deben ser conscientes de la posible pérdida al comprar o vender sus acciones. Por ejemplo, el corredor de apuestas William Hill publicó un profit warning el 23 de marzo de 2016 que lo achacaban a «una mala racha en los resultados y a la imposición de límites a las apuestas por los clientes». Los precios de las acciones de las empresas suelen caer después de la emisión de un profit warning.
A veces, la palabra profit warning es considerada como un término neutral y puede referirse a una mejora en los resultados estimados. Algunas compañías pueden emitir un profit warning para informar a los inversores de que su beneficio esperado aumentará de manera significativa en el próximo trimestre. La expresión ha sido criticado por ser engañosa y confusa, porque significa que las ganancias serán menor de lo esperado o del previamente anunciado en lugar de una pérdida.
Fue una de las finalistas para la palabra tabú del año en Alemania en el año 2001, y en Austria en 2008.
En España está regulado por el artículo 228 de la Ley del Mercado de Valores sobre «Información relevante».